# Korozja metali

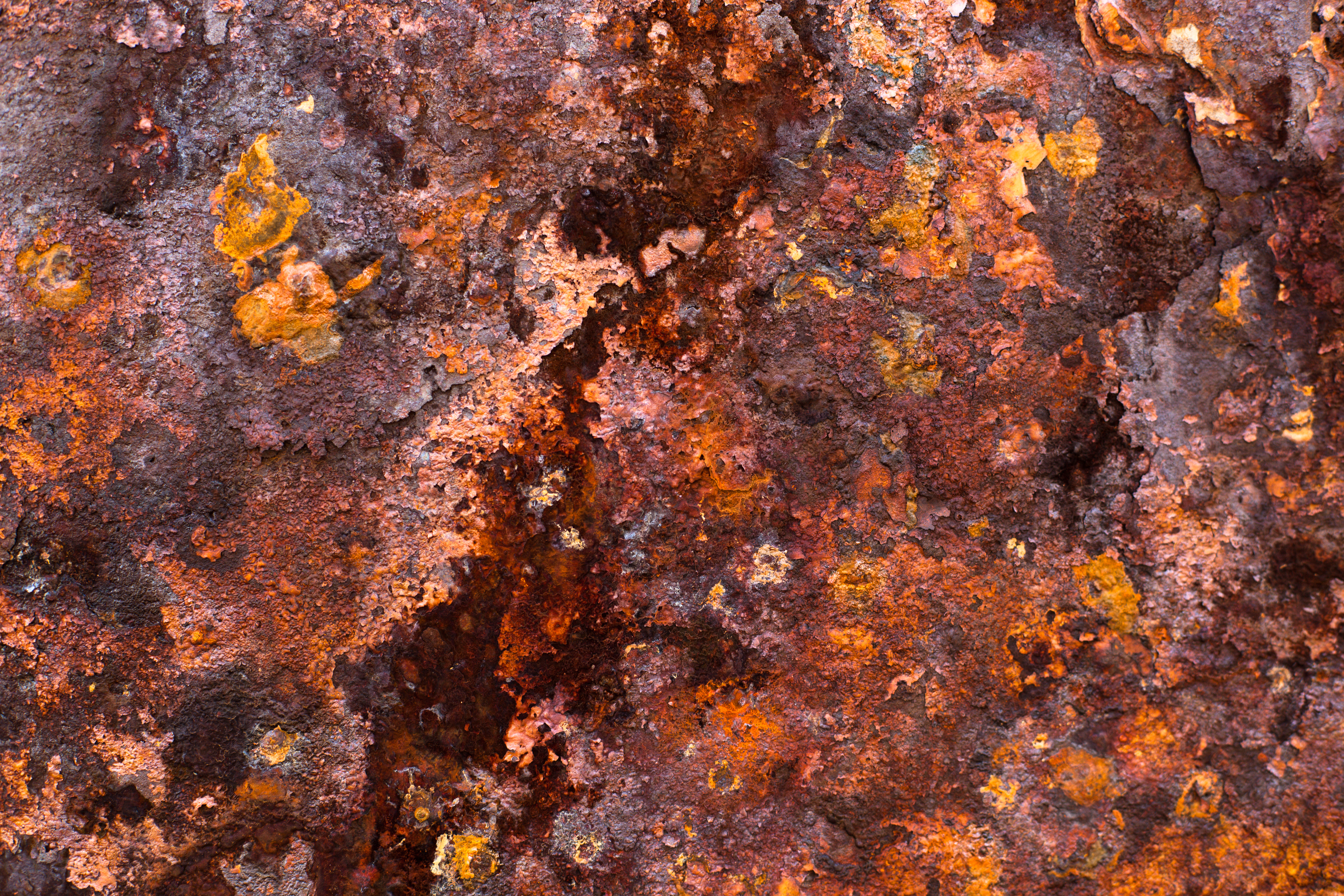
Rdza na powierzchni stali powstaje w wyniku korozji elektrochemicznej, zachodzącej w obecności wody zawierającej elektrolity

Na anodach ogniw korozyjnych zachodzi utlenianie metalu (rozpuszczanie), a na katodach reakcja redukcji depolaryzatora (np. tlenu). Korodujący metal pełni funkcję metalicznego połączenia elektrod, a obwód elektryczny zamyka elektrolit (przewodnictwo jonowe). Rdza powstaje w roztworze i osadza się zwykle koło katody.

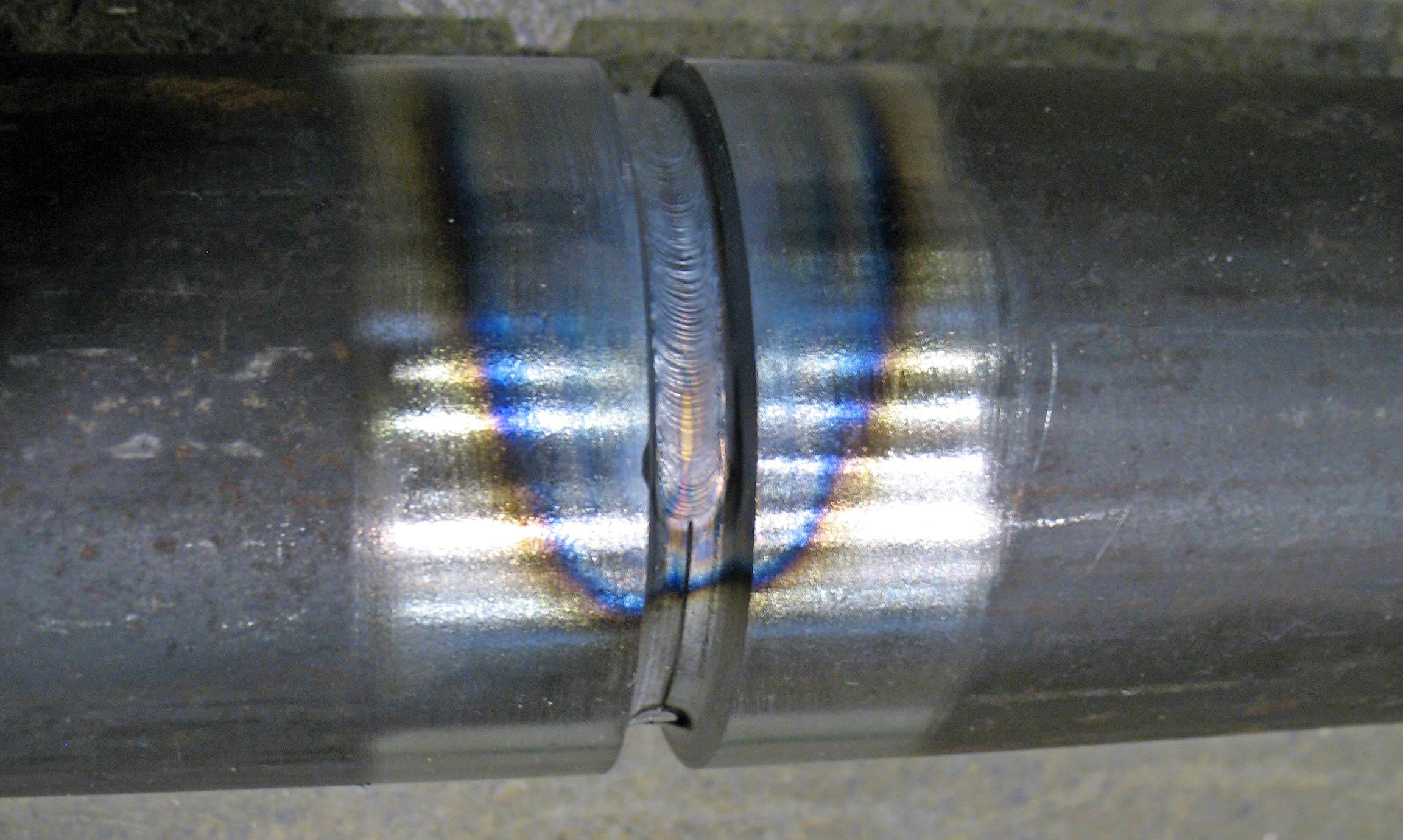
Tlenki, powstające na stali w wysokich temperaturach w wyniku korozji chemicznej, mogą mieć formę zwartych cienkich warstewek (np. niebieski nalot wokół spawu) lub odpadającej od metalu zgorzeliny

Żaroodporna stal chromowa nie ulega utlenianiu, ponieważ powierzchniowa warstwa tlenku Cr_{2}O_{3} stanowi skuteczną barierę dla reagentów korozji chemicznej: tlenu i jonów metali – składników stopu (pasywacja)

Korozja metali (łac. corrosio – zżeranie) – procesy stopniowego niszczenia (korozji) struktury metalu w wyniku jego chemicznych reakcji ze składnikami otoczenia lub procesów elektrochemicznych. W wielu przypadkach kierunek przemian i ich szybkość zależą również od czynników fizycznych (np. naprężenia w elementach obciążonej konstrukcji, zewnętrzne pole elektryczne, promieniowanie) lub mikrobiologicznych.

## Podstawy fizykochemiczne
Teoretyczny opis procesu korozji opiera się na podstawach termodynamicznych i kinetycznych. Z punktu widzenia termodynamiki chemicznej korozja metali jest nieuchronnym procesem samorzutnym. W naturalnym środowisku termodynamicznie trwałe są tylko nieliczne metale szlachetne, np. platyna, złoto – występują w stanie niezwiązanym, jako samorodki (pierwiastki rodzime). Pozostałe metale–pierwiastki, stosowane od wieków jako metaliczne materiały konstrukcyjne, są uzyskiwane przez wydobycie rud i przetwarzanie w procesach metalurgicznych, z dużym nakładem energii. W czasie tych procesów układ termodynamiczny metal–otoczenie oddala się od stanu równowagi (obniżenie entropii, wzrost potencjałów termodynamicznych).
Wśród przemian, jakim ulegają metale powracające do stanu równowagi z otoczeniem, wyodrębnia się dwie podstawowe grupy:
- procesy korozji elektrochemicznej[7][8]
- procesy korozji chemicznej[9][10]

Są to zwykle procesy wieloetapowe. Szybkość korozji jest zależna od szybkości najwolniejszego z etapów, np. od szybkości dyfuzji tlenu przez zwartą warstwę tlenków, powstających na powierzchni metalu w czasie korozji gazowej.

## Korozja elektrochemiczna
Procesy korozji elektrochemicznej są najbardziej powszechne. Zachodzą w wodzie słodkiej i morskiej, w innych wodnych roztworach elektrolitów, w powietrzu atmosferycznym lub w gruncie (np. w glebie). Istotą procesu jest powstawanie ogniw korozyjnych, w których elektrodami są fragmenty powierzchni korodującego obiektu, o różnych potencjałach standardowych, a obwód elektryczny zamyka ciecz wykazująca przewodnictwo jonowe (warstewka, krople na powierzchni albo ciecz, w której konstrukcja jest zanurzona). W przypadku stali na anodach takich ogniw zachodzi utlenianie żelaza i dodatków stopowych do jonów (kationów), przechodzących do roztworu. Na katodach redukuje się depolaryzator. W naturalnym środowisku jest nim najczęściej rozpuszczony w wodzie tlen, który ulega redukcji do jonów wodorotlenkowych. Rdza (tlenki i wodorotlenki żelaza i innych metali), najczęściej obserwowany objaw korozji metali, jest produktem wtórnych chemicznych reakcji między jonami – produktami reakcji pierwotnych na elektrodach, które są od siebie oddalone.

## Korozja chemiczna
Procesy korozji chemicznej zachodzą w specyficznym środowisku nie przewodzącym prądu elektrycznego:
- suche gazy, warunki wykluczające możliwość kondensacji par na powierzchni metalu
- ciecze nie przewodzące prądu elektrycznego (dielektryki, np. tłuszcze)

Utlenianie korodującego metalu zachodzi w czasie bezpośredniego kontaktu z cząsteczkami utleniacza (reakcja chemiczna). W przypadku oddziaływania tlenu powietrza na powierzchnię stali w wysokiej temperaturze tworzy się zgorzelina – warstwa produktów reakcji utleniania. Warstwy tlenków żelaza, powstających na gorących powierzchniach stali niskostopowych w walcowniach i w kuźniach, są zwykle luźno związane z metalem. Samoistnie odpadają po ochłodzeniu wyrobu, albo są usuwane metodami mechanicznymi (np. ciągnienie i przeginanie drutów, piaskowanie lub śrutowanie blach). Wolniej narastające warstwy tlenków mogą być bardzo mocno związane z powierzchnią metalu. W przypadku stali zawierających takie dodatki stopowe jak np. Cr, Cu, Zn, warstwy tlenków są bardzo zwarte. Jeżeli sieci krystaliczne tlenków nie tworzą roztworów stałych z tlenem i składnikami stopu, to kontakt tych reagentów zostaje zablokowany już po wytworzeniu bardzo cienkiej warstewki (zahamowanie reakcji, pasywacja). Jeżeli przynajmniej jeden z reagentów jest rozpuszczalny w sieci tlenku, korozja zachodzi z szybkością malejącą wraz ze wzrostem grubości warstewki (spada szybkość dyfuzji, która decyduje o szybkości całego procesu).

## Umowna skala odporności na korozję
W oparciu o zasady termodynamiki chemicznej przyjmuje się, zgodnie z kryterium zdefiniowanym przez Pourbaix, że metal jest odporny na korozję, jeżeli jest w stanie równowagi termodynamicznej z roztworem o aktywności jonów Mz+ ≥ 10−6 gramojonów/litr.
W praktyce są stosowane skale umowne, takie jak skala dziesięciostopniowa przedstawiona w tabeli. Klasyfikacja dotyczy wyłącznie korozji równomiernej (ogólnej).
| Stopień odporności | Grupa odporności      | Szybkość korozji [mm/rok] |
| 1                  | I. Całkowicie odporna | poniżej 0,001             |
| 2 3                | II. Bardzo odporne    | 0,001–0,005 0,005–0,01    |
| 4 5                | III. Odporne          | 0,01–0,05 0,05–0,1        |
| 6 7                | IV. Mniej odporne     | 0,1–0,5 0,5–1,0           |
| 8 9                | V. Mało odporne       | 1,0–5,0 5,0–10            |
| 10                 | VI. Nieodporne        | powyżej 10                |